# 1899 год в музыке

## События
- 26 апреля:
  - Премьера Симфонии № 1 Яна Сибелиуса в Хельсинки
  - Оперный тенор Антонио Паоли дебютирует в опере «Вильгельм Телль» Джоаккино Россини в Париже[1]
- 27 мая — Морис Равель дирижирует на премьере своей увертюры «Шахерезада»
- 19 июня — премьера оратории «Загадочные вариации» Эдуарда Элгара в Лондоне
- Клод Дебюсси женится на манекенщице Розали Тексье, брак продлился 5 лет[2]
- Оперная певица Аделина Патти выходит замуж за шведского барона Рольфа[3]

## Классическая музыка
- Эми Бич — Концерт для фортепиано до-диез минор, опус 45
- Фредерик Делиус — «Париж: Песнь о Великом городе»
- Эрнст фон Донаньи — Соната для виолончели и фортепиано си-бемоль минор
- Аксель Гаде — Концерт № 2 для скрипки и оркестра фа-мажор
- Рейнгольд Глиэр — Симфония № 1
- Морис Равель — «Павана на смерть инфанты»
- Юхан Хальворсен — Норвежская увертюра
- Арнольд Шёнберг — струнный секстет «Просветлённая ночь», опус 4

## Опера
- Эжен д’Альбер — «Каин»
- Антонин Дворжак — «Чёрт и Кача»
- Исидор де Лара — «Мессалина»
- Жюль Массне — «Золушка»
- Николай Римский-Корсаков — «Царская невеста»
- Артур Салливан — «Роза Персии»
- Йозеф Фёрстер — «Ева»
- Буэнавентура Сапирайн[баск.] — «Чантон Пиперри»

## Родились
- 7 января — Франсис Пуленк (ум. 1963) — французский композитор, пианист и музыкальный критик
- 14 января — Херберт Самсион[англ.]) (ум. 1995) — британский органист, композитор и дирижёр
- 21 января — Александр Черепнин (ум. 1977) — русский и американский композитор, пианист и музыкальный педагог
- 15 февраля — Жорж Орик, композитор (ум. 1983)
- 21 февраля — Клара Клэрберт, оперная певица-сопрано (ум. 1970)
- 24 февраля
  - Джон Кленнер (нем. John Klenner), американский композитор, автор песен и пианист (ум. 1955).
  - Честер Гэйлорд (англ. Chester Gaylord), американский певец (ум. 1984).
- 5 марта — Патрик Хадли (ум. 1973) — британский композитор
- 10 марта — Грета фон Цириц (ум. 2001) — немецкая пианистка и композитор австрийского происхождения
- 29 апреля — Дюк Эллингтон (ум. 1974) — американский джазовый пианист, композитор, аранжировщик и бэнд-лидер
- 1 мая — Йоун Лейфс, композитор (ум. 1968)
- 6 мая — Билли Коттон, бэндлидер (ум. 1969)
- 10 мая — Фред Астер, артист эстрады, танцор (ум. 1987)
- 22 мая — Эберхард Пройснер, немецкий музыковед, педагог и общественный деятель (ум. 1964).
- 30 мая — Джек Литтл, певец и автор песен (ум. 1956)
- 1 июня — Вернер Янссен, дирижёр и композитор (ум. 1990)
- 4 июня — Лео Шпис, немецкий композитор (ум. 1965).
- 9 июня — Сигне Андерсон, оперная певица-сопрано (ум. 1987)
- 11 июня — Джордж Фредерик Маккей, композитор (ум. 1970)
- 13 июня — Карлос Чавес, композитор и дирижёр
- 16 июня — Элен Траубель, оперная певица (ум. 1972)
- 19 июня — Пэт Баллард, автор песен (ум. 1960)
- 21 июня — Павел Хаас, композитор (ум. 1944)
- 20 июня — Гарри Шилдс, джазовый музыкант (ум. 1971)
- 1 июля — Томас А. Дорси, основоположник жанра госпел (ум. 1993)
- 3 июля — Бенни Навахи, укулелист (ум. 1985)
- 10 июля — Андре Соурис, композитор и писатель (ум. 1970)
- 11 июля — Саша Попов, болгарский скрипач, дирижёр и педагог (ум. 1976).
- 17 июля — Джеймс Кэгни, актёр, певец и танцор (ум. 1986)
- 28 июля — Мадлен де Вальмалет (ум. 1999) — французская пианистка
- 30 июля — Джон Вудс Дюк, композитор (ум. 1984)
- 2 августа — Бенце Сабольчи, венгерский музыковед, музыкальный критик и педагог (ум. 1973).
- 6 августа — Маргарете Клозе, оперная певица меццо-сопрано (ум. 1968)
- 12 августа — Лейла Флетчер, пианист и композитор (ум. 1988) (ум. 1966)
- 7 сентября — Изабелла Юрьева (ум. 2000) — советская и российская эстрадная певица
- 9 сентября — Мария Юдина, пианистка (ум. 1970)
- 11 сентября — Джимми Дэвис (ум. 2000) — американский кантри-певец
- 13 сентября — Эфраим Аму, композитор, музыковед и педагог (ум. 1995)
- 21 сентября — Михаил Попов, болгарский оперный певец (ум. 1978).
- 25 сентября — Ричард Ламоте де Гриньон, дирижёр и композитор (ум. 1965)
- 26 сентября — Уильям Леви Доусон, композитор (ум. 1990)
- 9 октября — Мэрри Джарред, оперная певица (ум. 1993)
- 19 октября — Сидони Гуссенс, арфистка (ум. 2004)
- 31 октября — Тед Шапиро, автор песен и пианист (ум. 1980)
- 9 ноября — Мезз Меззроу, джазовый музыкант (ум. 1972)
- 18 ноября — Юджин Орманди, скрипач и дирижёр (ум. 1985)
- 22 ноября — Хоаги Кармайкл, композитор, пианист и певец (ум. 1981)
- 24 ноября — Ян Адам Маклякевич, польский композитор, органист, хоровой дирижёр, музыкальный критик и педагог (ум. 1954).
- 29 ноября — Густав Риз, музыковед (ум. 1977)
- 30 ноября — Ганс Краса, композитор (ум. 1944)
- 2 декабря — Джон Барбиролли, дирижёр (ум. 1970)
- 11 декабря — Хулио Де Каро, композитор (ум. 1980)
- 16 декабря — Ноэл Кауард, актёр, певец и композитор (ум. 1973)
- 18 декабря — Мюриел Бранскилл, оперная певица-контральто (ум. 1980)
- 21 декабря — Сильвестре Ревуэльтас, композитор (ум. 1940)
- Точная дата неизвестна — Садеттин Хепер, композитор (ум. 1980)

## Скончались
- 10 января — Альберт Беккер, композитор (род. 1834)
- 4 февраля — Эдуард Хольст, композитор, драматург, актёр, танцор и хореограф (род. 1843)
- 2 марта — Луиза Дустман, немецкая оперная певица (род. 1831)
- 17 апреля — Ханс Балатка, композитор (род. 1827)
- 29 мая — Франсуа Жеген, скрипач, композитор и музыкальный педагог (род. 1839)
- 3 июня — Иоганн Штраус, композитор (род. 1825)
- 10 июня — Эрнест Шоссон, композитор (род. 1855)
- 16 июня — Август Виндинг, композитор (род. 1835)
- 2 июля — Эрнест Эжен Альтес (69) — французский скрипач, дирижёр и композитор
- 17 августа — Эрик Бёг, журналист, драматург и автор песен (род. 1822)
- 10 октября — Аллан Джеймс Фоули, оперный певец-бас (род. 1837)
- 13 октября — Аристид Кавайе-Коль, производитель органов (род. 1811)
- 15 октября — Иоганн Фукс, дирижёр и композитор (род. 1842)
- 22 октября — Эрнст Мильк, композитор (род. 1877)
- 23 октября — Людвиг Штраус, скрипач (род. 1835)
- 31 октября — Хью Талбот, певец и актёр (род. 1845)
- 16 ноября — Винцас Кудирка, автор слов литовского национального гимна (род. 1858)
- 25 ноября — Роберт Лоури, автор гимнов (род. 1826)
- 7 декабря — Антон Контский, пианист и композитор (род. 1817)
- 10 декабря — Ханс фон Мильде, оперный певец-баритон (род. 1821)
- 18 декабря — Гасси Дэвис, автор песен (род. 1863)
- 21 декабря:
  - Жозеф Дюпон, скрипач, театральный директор и дирижёр (род. 1838)
  - Шарль Ламурё, дирижёр и скрипач (род. 1834)
- 23 декабря — Мариетта Пикколомини, оперная певица-сопрано (род. 1834)
- 31 декабря — Карл Миллёкер, дирижёр и композитор (род. 1842)